# Jazów (Lubusz)
Jazów [pronunciación en polaco: /ˈjazuf/] (en alemán: Haaso) es un pueblo en el distrito administrativo de Gmina Gubin, dentro del Distrito de Krosno Odrzańskie, Voivodato de Lubusz, en el oeste de Polonia, cercano a la frontera con Alemania. Se encuentra aproximadamente 10 kilómetros al sur de Gubin, 34 kilómetros al del sudoeste de Krosno Odrzańskie, y 56 kilómetros al oeste de Zielona Góra.
Hasta 1945 el área era parte de Alemania (véase Territorios Polacos Recuperados).